# هنريكي جالفاو
هنريكي جالفاو (بالبرتغالية: Henrique Carlos da Mata Galvão‏) هو كاتب وضابط وسياسي برتغالي، ولد في 4 فبراير 1895 في باريرو في البرتغال، وتوفي في 25 يونيو 1970 في ساو باولو في البرازيل. انتخب عضو برلمان.